# Coccoloba ascendens
Coccoloba ascendens är en slideväxtart som beskrevs av Antoine Duss. Coccoloba ascendens ingår i släktet Coccoloba och familjen slideväxter. Inga underarter finns listade i Catalogue of Life.